# Temporada 2001 de Euro Fórmula 3000
La temporada 2001 de Euro Fórmula 3000 consistió de 8 rondas. 11 escuderías y 30 pilotos diferentes  participaron. Comenzó el 22 de abril en el Autódromo de Vallelunga Piero Taruffi y finalizó el 7 de octubre en el Circuito Ricardo Tormo.
Felipe Massa ganó de Campeonato de Pilotos, mientras que Draco Junior Team obtuvo el Campeonato de Escuderías.

## Escuderías y pilotos
Las escuderías y pilotos para la temporada 2001 fueron las siguientes:
| Escudería              | N.º | Piloto                | Rondas |
| ---------------------- | --- | --------------------- | ------ |
| ADM Motorsport         | 1   | Vítor Meira           | Todas  |
| ADM Motorsport         | 2   | "Babalus"             | 1–3    |
| ADM Motorsport         | 2   | Gabriele Varano       | 4–6    |
| ADM Motorsport         | 2   | Sergey Zlobin         | 8      |
| Sighinolfi Autoracing  | 5   | Salvatore Tavano      | Todas  |
| Sighinolfi Autoracing  | 6   | Alessandro Piccolo    | Todas  |
| GP Racing              | 9   | Thomas Biagi          | Todas  |
| GP Racing              | 10  | Gabriele Gardel       | Todas  |
| Great Wall Racing Team | 11  | Massimiliano Busnelli | Todas  |
| Great Wall Racing Team | 12  | Valerio Scassellati   | Todas  |
| Martello Racing        | 14  | Etienne van der Linde | 1–6    |
| Martello Racing        | 14  | Tomas Scheckter       | 8      |
| Martello Racing        | 15  | Jean de Pourtales     | 1–7    |
| Durango                | 16  | Michele Spoldi        | 1–7    |
| Durango                | 16  | Gabriele de Bono      | 8      |
| Durango                | 17  | Marco Cioci           | Todas  |
| Draco Junior Team      | 18  | Luca Vacis            | Todas  |
| Draco Junior Team      | 19  | Felipe Massa          | Todas  |
| Team Ghinzani          | 20  | Alexander Müller      | Todas  |
| Team Ghinzani          | 21  | Armin Pörnbacher      | Todas  |
| Fortec Motorsport      | 24  | Polo Villaamil        | 1–5    |
| Fortec Motorsport      | 24  | Tsuyoshi Takahashi    | 6      |
| Fortec Motorsport      | 25  | Michael Bentwood      | Todas  |
| Uboldi Corse           | 26  | Davide Uboldi         | 1–3, 6 |
| Uboldi Corse           | 26  | Yannick Schroeder     | 4–5    |
| Uboldi Corse           | 26  | Michele Spoldi        | 8      |
| Uboldi Corse           | 27  | Leonardo Nienkötter   | Todas  |
| B&C Competition        | 28  | Sascha Bert           | 1–2    |
| B&C Competition        | 28  | Giuseppe Burlotti     | 3      |
| B&C Competition        | 28  | Giovanni Montanari    | 4–8    |
| B&C Competition        | 29  | Romain Dumas          | 1–5    |
| B&C Competition        | 29  | Yannick Schroeder     | 6–7    |

## Calendario
El calendario consistió de las siguientes 8 rondas:
| Ronda | Circuito                              | Fecha            |
| ----- | ------------------------------------- | ---------------- |
| 1     | Autódromo de Vallelunga Piero Taruffi | 22 de abril      |
| 2     | Autódromo de Pergusa                  | 6 de mayo        |
| 3     | Autodromo Nazionale di Monza          | 24 de junio      |
| 4     | Donington Park                        | 12 de agosto     |
| 5     | Circuito de Zolder                    | 19 de agosto     |
| 6     | Autodromo Enzo e Dino Ferrari, Imola  | 26 de agosto     |
| 7     | Nürburgring                           | 16 de septiembre |
| 8     | Circuito Ricardo Tormo                | 7 de octubre     |

## Resultados
| Ronda | Circuito                              | Pole Position | Vuelta rápida      | Piloto ganador   | Escudería ganadora |
| ----- | ------------------------------------- | ------------- | ------------------ | ---------------- | ------------------ |
| 1     | Autódromo de Vallelunga Piero Taruffi | Felipe Massa  | Felipe Massa       | Felipe Massa     | Draco Junior Team  |
| 2     | Autódromo de Pergusa                  | Felipe Massa  | Alessandro Piccolo | Felipe Massa     | Draco Junior Team  |
| 3     | Autodromo Nazionale di Monza          | Thomas Biagi  | Felipe Massa       | Felipe Massa     | Draco Junior Team  |
| 4     | Donington Park                        | Thomas Biagi  | Alexander Müller   | Thomas Biagi     | GP Racing          |
| 5     | Circuito de Zolder                    | Felipe Massa  | Thomas Biagi       | Salvatore Tavano | GP Racing          |
| 6     | Autodromo Enzo e Dino Ferrari, Imola  | Felipe Massa  | Felipe Massa       | Felipe Massa     | Draco Junior Team  |
| 7     | Nürburgring                           | Felipe Massa  | Felipe Massa       | Felipe Massa     | Draco Junior Team  |
| 8     | Circuito Ricardo Tormo                | Felipe Massa  | Felipe Massa       | Felipe Massa     | Draco Junior Team  |

- [1]

### Puntuaciones
| Posición | 1º | 2º | 3º | 4º | 5º | 6º |
| Puntos   | 10 | 6  | 4  | 3  | 2  | 1  |

### Campeonato de Pilotos
| Pos. | Piloto                | VLL | PER | MNZ | DON | ZOL | IMO | NÜR | VAL | Puntos |
| ---- | --------------------- | --- | --- | --- | --- | --- | --- | --- | --- | ------ |
| 1    | Felipe Massa          | 1   | 1   | 1   | 8   | Ret | 1   | 1   | 1   | 60     |
| 2    | Thomas Biagi          | 2   | 3   | Ret | 1   | 4   | 2   | Ret | 4   | 32     |
| 3    | Alexander Müller      | 9   | 4   | 2   | 4   | 3   | 3   | 2   | 12  | 26     |
| 4    | Salvatore Tavano      | 5   | 5   | 7   | 2   | 1   | DNS | Ret | Ret | 20     |
| 5    | Vítor Meira           | Ret | Ret | DNS | Ret | 2   | 5   | 3   | 3   | 16     |
| 6    | Alessandro Piccolo    | 3   | 2   | Ret | Ret | 5   | 14  | 4   | Ret | 15     |
| 7    | Romain Dumas          | 6   | Ret | 3   | 5   | 14  |     |     | 2   | 13     |
| 8    | Polo Villaamil        | 4   | 14  | 4   | Ret | 15  |     |     | Ret | 6      |
| 9    | Gabriele Gardel       | 13  | Ret | 5   | Ret | 7   | 6   | Ret | 5   | 5      |
| 10   | Etienne van der Linde | 11  | Ret | 8   | 3   | 9   | Ret |     |     | 4      |
| 11   | Massimiliano Busnelli | Ret | 7   | Ret | Ret | 6   | 4   | Ret | 14  | 4      |
| 12   | Michael Bentwood      | Ret | 6   | 11  | Ret | 10  | 12  | 5   | 7   | 3      |
| 13   | Luca Vacis            | Ret | 11  | 6   | Ret | 12  | 15  | 8   | 8   | 1      |
| 14   | Giovanni Montanari    |     |     |     | 6   | Ret | Ret | Ret | Ret | 1      |
| 15   | Yannick Schroeder     |     |     |     | Ret | 8   | 9   | 6   |     | 1      |
| 16   | Marco Cioci           | 8   | 8   | Ret | 7   | Ret | Ret | Ret | 6   | 1      |
| —    | Leonardo Nienkotter   | 12  | Ret | Ret | Ret | 11  | 7   | 7   | 9   | 0      |
| —    | "Babalus"             | 7   | 9   | 9   |     |     |     |     |     | 0      |
| —    | Valerio Scassellati   | 18† | 13  | 10  | 9   | 13  | 8   | 9   | 10  | 0      |
| —    | Armin Pornbacher      | 10  | 15  | Ret | 10  | Ret | Ret | Ret | 11  | 0      |
| —    | Michele Spoldi        | 16  | 10  | Ret | Ret | Ret | 10  | 11  | Ret | 0      |
| —    | Jean de Pourtales     | 15  | Ret | Ret | Ret | Ret | 11  | 10  |     | 0      |
| —    | Davide Uboldi         | 17† | 12  | Ret |     |     | Ret |     |     | 0      |
| —    | Tsuyoshi Takahashi    |     |     |     |     |     | 13  |     |     | 0      |
| —    | Sergey Zlobin         |     |     |     |     |     |     |     | 13  | 0      |
| —    | Gabriele Varano       |     |     |     | Ret | 16  | Ret |     |     | 0      |
| —    | Sascha Bert           | 14  | Ret |     |     |     |     |     |     | 0      |
| —    | Giuseppe Burlotti     |     |     | Ret |     |     |     |     |     | 0      |
| —    | Tomas Scheckter       |     |     |     |     |     |     |     | Ret | 0      |
| —    | Gabriele de Bono      |     |     |     |     |     |     |     | Ret | 0      |
| Pos. | Piloto                | VLL | PER | MNZ | DON | ZOL | IMO | NÜR | VAL | Puntos |

| Color     | Resultado                                                               |
| --------- | ----------------------------------------------------------------------- |
| Oro       | Ganador                                                                 |
| Plata     | 2.ª plaza                                                               |
| Bronce    | 3.ª plaza                                                               |
| Verde     | Finalizó en los puntos                                                  |
| Azul      | Finalizó sin puntos                                                     |
| Azul      | NC - No clasificado                                                     |
| Violeta   | Ret - No terminó (Carrera)                                              |
| Rojo      | DNQ - No se clasificó                                                   |
| Negro     | DSQ - Descalificado                                                     |
| Blanco    | DNS - No empezó (carrera)                                               |
| Blanco    | WD - Retirado (fin de semana)                                           |
| Blanco    | C - Carrera cancelada                                                   |
| Sin color | DNP - Inscrito pero no participó                                        |
| Sin color | INJ - Lesionado                                                         |
| Sin color | EX - Excluido                                                           |
| Estado    | Resultado                                                               |
| Negrita   | Pole position                                                           |
| Cursiva   | Vuelta rápida                                                           |
| †         | Abandona, pero clasifica al completar el porcentaje requerido para ello |

- [1]